# Astrid Sy
Astrid Sy (Leiden, 10 november 1987) is een Nederlands historica en schrijfster. Ze is sinds januari 2020 tv-presentatrice van Andere Tijden, een geschiedenisprogramma van de NTR en VPRO.

## Persoonlijk
Sy werd geboren uit de relatie van een Fins-Zweedse moeder en een Senegalese vader, maar is opgevoed door haar moeder en Nederlandse vader. Uit de relatie met haar vriend heeft ze in 2017 een zoon gekregen.

## Opleiding en werk
Na haar middelbare school studeerde Sy geschiedenis aan de Universiteit van Amsterdam waarbij ze zich toelegde op de Middeleeuwen. In de loop van de tijd is ze zich meer en meer gaan richten op de Europees-Joodse geschiedenis sedert het begin van de Tweede Wereldoorlog. Tegenwoordig werkt ze onder andere voor de Anne Frank Stichting en is ze betrokken bij het nog te realiseren Nationaal Holocaust Museum. Vanaf januari 2020 is ze vaste presentatrice van Andere Tijden als opvolger van Hans Goedkoop. In 2017 kwam haar eerste kinderboek uit, De brieven van Mia, over een Holocaust-overlevende die bevriend raakt met een meisje dat gevlucht is uit Syrië.

## Presentatrice
- Andere Tijden (2020-heden) NPO 2.[2]